# Dalanówek
Dalanówek – wieś sołecka w Polsce położona w województwie mazowieckim, w powiecie płońskim, w gminie Płońsk.
| SIMC      | Nazwa   | Rodzaj    |
| --------- | ------- | --------- |
| Dalanówko | 0122022 | część wsi |

W latach 1975–1998 miejscowość administracyjnie należała do województwa ciechanowskiego.
Do 1 stycznia 2009 miejscowość była częścią wsi Dalanówko. 1 stycznia 2009 Dalanówek przekształcono z części wsi na wieś, natomiast dotychczasowa wieś Dalanówko stała się częścią wsi Dalanówek.
W miejscowości jest przystanek kolejowy Dalanówek.